# Sainsbury Centre for Visual Arts

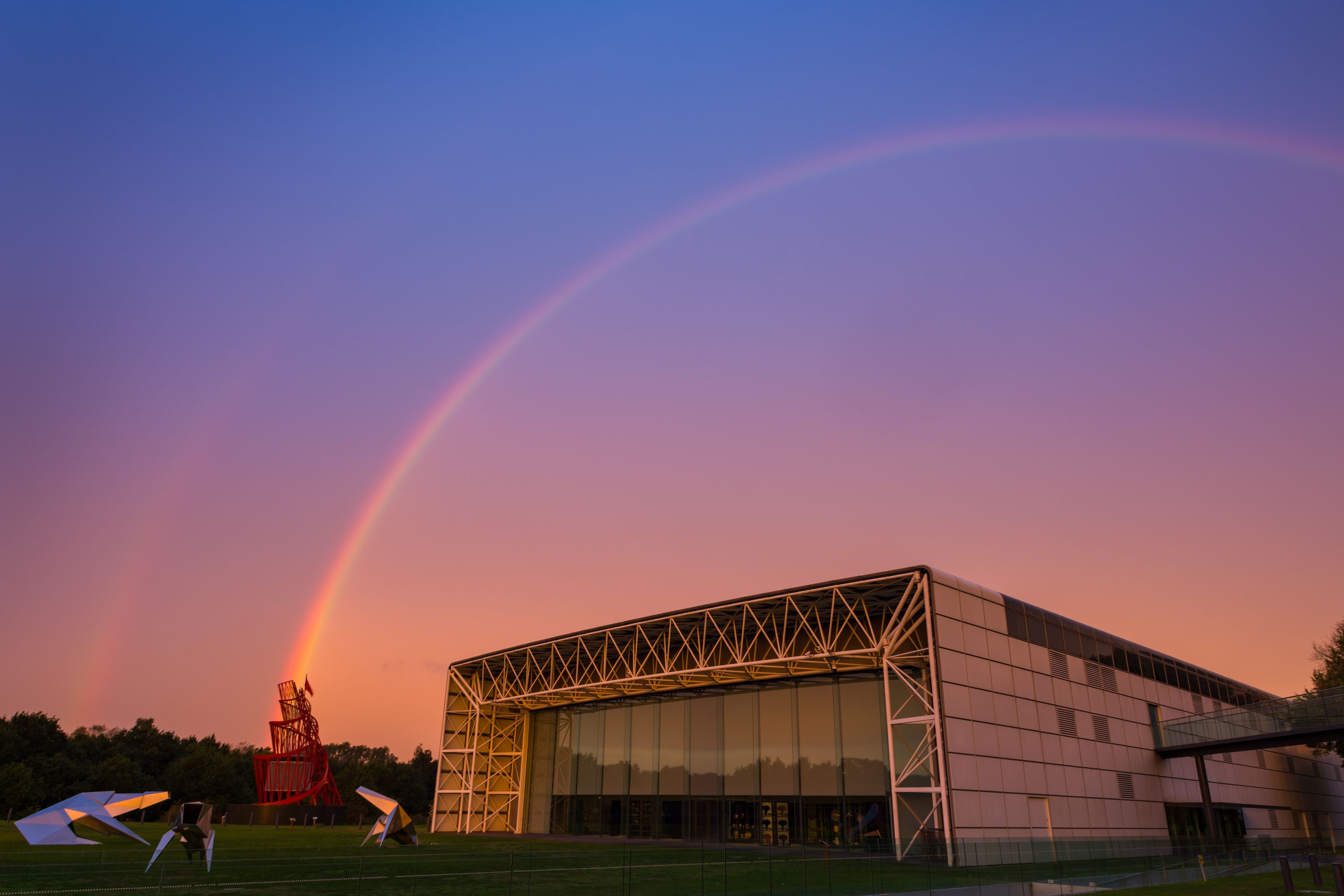

Het Sainsbury Centre for Visual Arts is een kunstmuseum op de campus van de Universiteit van East Anglia in de Engelse stad Norwich. Het museum stelt kunst tentoon uit de collectie Sir Robert Sainsbury en Lady Lisa Sainsbury, die ze in 1973 aan de University of East Anglia schonken. De collectie omvat: Jacob Epstein, Henry Moore, Alberto Giacometti, Francis Bacon en kunst uit Afrika, Azië en Oceanië. Het museum (gebouwd tussen 1947 en 1978) werd ontworpen door Norman Foster.